# هاري رينولدز
هاري رينولدز (بالإنجليزية: Harry Reynolds)‏ (و. 1874 – 1940 م) هو راكب دراجة هوائية أيرلندي، توفي عن عمر يناهز 66 عاماً.

## روابط خارجية
- هاري رينولدز على موقع أرشيف الدراجات (الإنجليزية)